# 羅拔·辛迪加斯
羅拔·辛迪加斯（英語：Robert Snodgrass，1987年9月7日—），出生在格拉斯哥，是一名已退役蘇格蘭足球運動員，司職前鋒，出身利文斯顿，曾效力列斯聯和诺里奇城。

## 球員生涯

### 早期
辛迪加斯的職業生涯於利文斯顿開始，上陣79場攻入15球。國際賽場上，辛迪加斯成為了蘇格蘭U19的一員並參與了2006年歐洲U-19足球錦標賽決賽週。另外，辛迪加斯曾經於巴塞罗那試訓，但最終並沒有成功。在辛迪加斯尚未轉當職業球員時，布莱克本流浪者曾經希望羅致他，然而，辛迪加斯選擇留在利文斯顿。2007年1月30日，辛迪加斯被外借至斯特靈。

#### 列斯聯
2007/08球季完結後，辛迪加斯拒絕與利文斯顿續約，並於2008年7月24日轉投列斯聯。辛迪加斯加盟列斯聯後有顯著的作用，他處子上陣對斯坎索普联賽事中，便交出了兩個助攻，第一個助攻是以自由球傳給以諾·舒胡美而攻入的。辛迪加斯在聯賽盃首回合對切斯特城的賽事中攻入其加盟以來的首球，並在該場交出兩個助攻。新帥西蒙·加利臣上任後，辛迪加斯在一隊取得穩定的正選位置。

## 外部連結
- （英文）足球数据库：羅拔·辛迪加斯的球员统计数据